# 카렐리야 자치 소비에트 사회주의 공화국

카렐리야 자치 소비에트 사회주의 공화국의 기

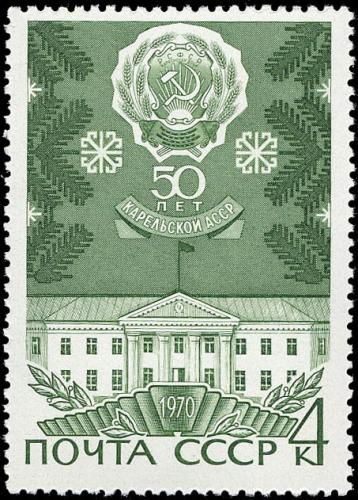
카렐리야 ASSR 50주년 기념 우표

카렐리야 자치 소비에트 사회주의 공화국(러시아어: Карельская Автономная Советская Социалистическая Республика / KASSR, 핀란드어: Karjalan autonominen sosialistinen neuvostotasavalta / KSNT)은 1936년 12월 5일부터 1940년 3월 31일까지 그리고 1956년 7월 16일에 재설치되어 1991년 11월 13일까지 존재한 러시아 소비에트 연방 사회주의 공화국내의 자치공화국이다. 수도는 페트로자보츠크였으며 면적은 172,400км²이였고 인구는 790,100명(1989년)이었다.

## 같이 보기
- 소련
- 카렐리야 공화국
- 카렐리야-핀란드 소비에트 사회주의 공화국
- 카렐리야 자치 소비에트 사회주의 공화국의 국기
- 카렐리야 노동 코뮌